# Impatiens crassisepala
Impatiens crassisepala är en balsaminväxtart som beskrevs av Tardieu. Impatiens crassisepala ingår i släktet balsaminer, och familjen balsaminväxter. Inga underarter finns listade i Catalogue of Life.